# Oxypoda operta
Oxypoda operta är en skalbaggsart som beskrevs av Sjöberg 1950. Oxypoda operta ingår i släktet Oxypoda och familjen kortvingar. Arten är reproducerande i Sverige. Inga underarter finns listade i Catalogue of Life.